# Léo

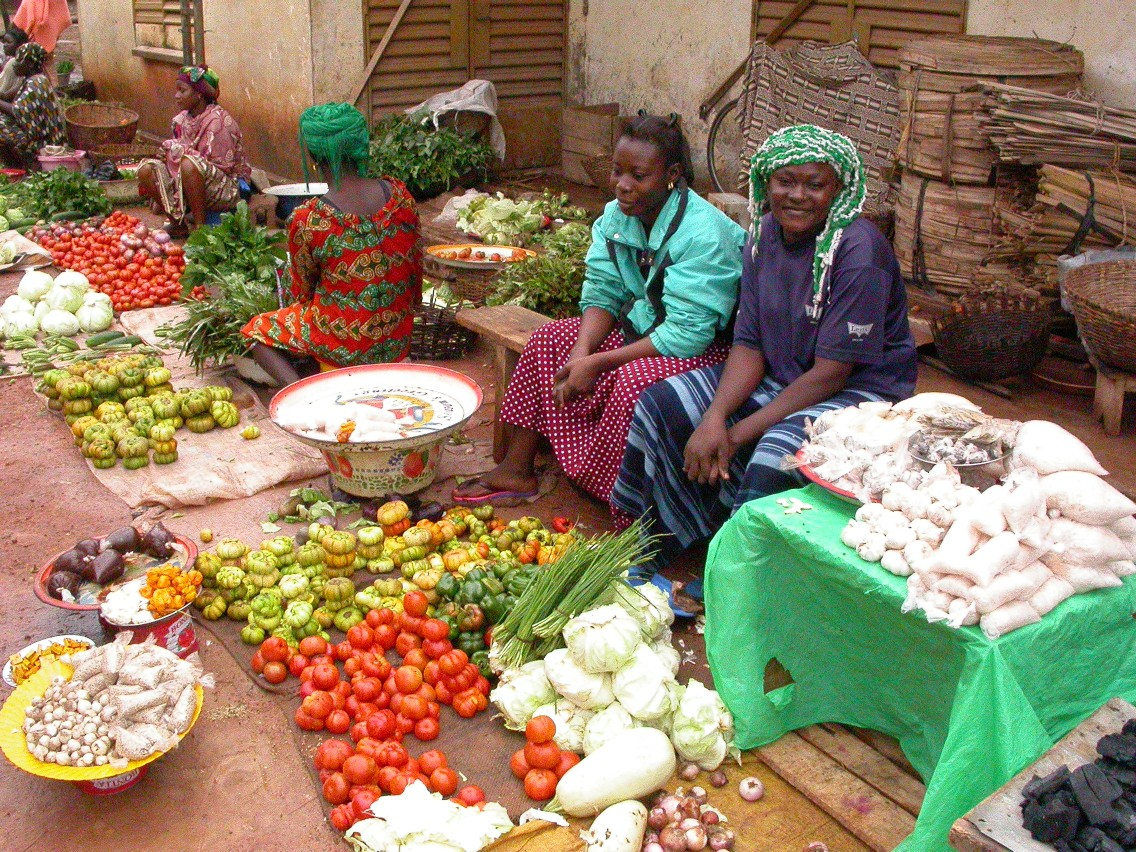
Marknad i Léo.

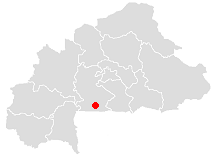
Léos läge i Burkina Faso.

Léo är en stad och kommun i södra Burkina Faso och är administrativ huvudort för provinsen Sissili. Staden hade 26 779 invånare vid folkräkningen 2006, med totalt 51 037 invånare i hela kommunen.